# Лепкий Данило Хомич
Дани́ло Хоми́ч Ле́пкий (літ. псевдонім Сава Сливич) — український письменник, етнограф, публіцист, священник УГКЦ.

## Життєпис
Народився 29 грудня 1858 року в селі Літиня на Дрогобиччині. Навчався в чотирикласній Дрогобицькій нормальній школі отців василіян. 1884 року закінчив Перемишльську духовну семінарію. Був священиком у різних селах Галичини, з 1900 — у Старому Самборі, де 1901 організував кредитне товариство, керував філією товариства «Просвіта». Друкувався в місцевих галицьких газетах, журналах, календарях. Автор повістей з галицького життя, автобіографічної повісті «Селянська дитина». Писав оповідання для дітей («Святий вечір», «Непослушливий школяр», «Дуб і потік»). Досліджував народні обряди і звичаї («Похоронні звичаї і обряди нашого народу», «Як-то дівчата приворожують женихів», «З вірування нашого люду: перелесник, манія, мара», «Дещо про вовкулаків»). Мав дружні взаємини з І. Франком, В. Гнатюком, М. Павликом, І. Трушем. Помер 20 березня 1912 року у Старому Самборі.

## Дещо з відомого надрукованого
- «Василько князь Теребовельскій: Историчне оповіданє», Коломыя, Печатня І. Брука и Спілки, 1898 (Бібліотека для рускои молодежи. Під ред. Юліяна Насальского).
- «З сельских образків»,1900, там же, ті ж.
- «Лівчицкій пан Кригулець»- Львів. Коштом и заходом товариства «Просвіта». Друк. Наук. Т-ва ім. Шевченка. Під зарядом К. Беднарського, 1894.
- «Повінь: Оповіданє з житя малоруского люду». Коломыя. Печатня М. Білоуса, 1894.
- «Оповіданє з житя малоруского люду», 1912.
- «Селянська дитина», Коломыя. Печатня І. Брука й Спілки, 1900.
- «Сплачений довг: Оповіданє з міщанського житя». Львів. Друк. Наук. Т-ва ім. Шевченка. Під зарядом К. Беднарського, 1909.
- «Чужа кривда не загріє: Оповіданє з житя малоруского люду». — Коломыя. Печатня М. Білоуса, 1894.

## Публіцистика
- Положенє сельского люду під Львовом. // Дѣло, 19 червня 1890 [Архівовано 2 лютого 2017 у Wayback Machine.]
- З нашої хати. Де-що про наші селяньскі відносини // Дѣло, 13, 14, 15, 16 серпня 1890 [Архівовано 2 лютого 2017 у Wayback Machine.]
- Образки з нашої самоуправи. Повиборча студія // Дѣло, 13, 14, 16 березня 1891 [Архівовано 2 лютого 2017 у Wayback Machine.]
- Щавниця і лїчничі в нїй порядки. // Дѣло, 15 липня 1891 [Архівовано 2 лютого 2017 у Wayback Machine.]
- Де-що про нїмцїв-кольоністів в Галичинї. // Дѣло, 24, 26, 28 серпня 1891 [Архівовано 2 лютого 2017 у Wayback Machine.]
- Чим люди жиють? // Дѣло, 25, 26, 27 січня 1892 [Архівовано 2 лютого 2017 у Wayback Machine.]